# Красная Горка (Амурская область)
Кра́сная Го́рка — село в Архаринском районе Амурской области, входит в состав Антоновского сельсовета.

## География
Село Красная Горка расположено к северо-западу от районного центра Архара.
Автомобильная дорога к селу Красная Горка идёт на запад от трассы Архара — село Домикан через станцию Журавли, расстояние до Архары — 16 км.
От села Красная Горка на юг через сельскохозяйственные угодья идёт дорога к административному центру Антоновского сельсовета селу Антоновка, расстояние — около 13 км.

## Население
| 2002 | 2010 | 2012 | 2013 | 2014 | 2015 | 2016 |
| ---- | ---- | ---- | ---- | ---- | ---- | ---- |
| 22   | ↘17  | ↘16  | ↘15  | ↘10  | ↘4   | →4   |
| 2017 | 2018 |      |      |      |      |      |
| →4   | →4   |      |      |      |      |      |

## Улицы
- ул. Центральная,
- пер. Центральный.

## Экономика
Сельскохозяйственные предприятия Архаринского района.